# 帕德近似

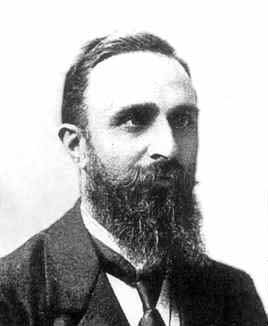
亨利·帕德

帕德近似（英語：Padé approximant）是法国数学家亨利·帕德发明的有理多项式近似法。帕德近似往往比截断的泰勒級數准确，而且当泰勒级数不收敛时，帕德近似往往仍可行，所以多用于在计算机数学中。
例如{\displaystyle {\frac {1}{1-x}}}的泰勒级数
{\displaystyle 1+x+x^{2}+x^{3}+\cdots }只有在{\displaystyle -1<x<1}时收敛，不如原函数广泛。

## 定义
给定自然数m和正整数n, 函数 {\displaystyle f(x)}的[m,n]阶帕德近似为
{\displaystyle R(x)={\frac {\sum _{j=0}^{m}a_{j}x^{j}}{1+\sum _{k=1}^{n}b_{k}x^{k}}}={\frac {a_{0}+a_{1}x+a_{2}x^{2}+\cdots +a_{m}x^{m}}{1+b_{1}x+b_{2}x^{2}+\cdots +b_{n}x^{n}}}}
并且
{\displaystyle {\begin{array}{rcl}f(0)&=&R(0)\\f'(0)&=&R'(0)\\f''(0)&=&R''(0)\\&\vdots &\\f^{(m+n)}(0)&=&R^{(m+n)}(0)\end{array}}}
对于给定的{\displaystyle m,n}函数{\displaystyle f(x)}的[m,n]阶帕德近似是唯一的。
函数{\displaystyle f(x)}的帕德近似记为
{\displaystyle [m/n]_{f}(x).\,}

## 例子

### 正弦函數
{\displaystyle [6/6]_{\sin(x)}={\frac {(12671/4363920)*x^{5}-(2363/18183)*x^{3}+x}{1+(445/12122)*x^{2}+(601/872784)*x^{4}+(121/16662240)*x^{6}}}}
{\displaystyle [6/6]_{\sin(x)}}的6+6=12阶泰勒级数展开为
{\displaystyle {x-(1/6)*x^{3}+(1/120)*x^{5}-(1/5040)*x^{7}+(1/362880)*x^{9}-(1/39916800)*x^{11}+O(x^{13})}}
和{\displaystyle \sin(x)}的12阶泰勒级数全同：
{\displaystyle \sin(x)\approx {x-(1/6)*x^{3}+(1/120)*x^{5}-(1/5040)*x^{7}+(1/362880)*x^{9}-(1/39916800)*x^{11}+O(x^{13})}}

### 指数函数
{\displaystyle [5/5]_{exp(x)}={\frac {1+(1/9)*x^{2}+(1/2)*x+(1/72)*x^{3}+(1/1008)*x^{4}+(1/30240)*x^{5}}{1+(1/9)*x^{2}-(1/2)*x-(1/72)*x^{3}+(1/1008)*x^{4}-(1/30240)*x^{5}}}}
其泰勒级数为
{\displaystyle {1+x+(1/2)*x^{2}+(1/6)*x^{3}+(1/24)*x^{4}+(1/120)*x^{5}+(1/720)*x^{6}+(1/5040)*x^{7}+(1/40320)*x^{8}+(1/362880)*x^{9}+(1/3628800)*x^{10}+(23/914457600)*x^{11}+O(x^{12})}}
与exp(x)本身的泰勒级数展开的前10阶完全等同：
{\displaystyle {1+x+(1/2)*x^{2}+(1/6)*x^{3}+(1/24)*x^{4}+(1/120)*x^{5}+(1/720)*x^{6}+(1/5040)*x^{7}+(1/40320)*x^{8}+(1/362880)*x^{9}+(1/3628800)*x^{10}+(1/39916800)*x^{11}+O(x^{12})}}
又如
{\displaystyle f:={\frac {1-\cos(2*x)^{2}}{1+\arctan(3*x)}}}
{\displaystyle [3/3]_{f(x)}={\frac {(64/75)*x^{3}+4*x^{2}}{1+(241/75)*x+(148/75)*x^{2}-(1061/225)*x^{3}}}}

### 雅可比橢圓函數sn⁡(x;3){\displaystyle \operatorname {sn} (x;3)}
{\displaystyle {\frac {-(9853969/39583665)*z^{5}-(1493060/2638911)*z^{3}+z}{1+(968375/879637)*z^{2}-(1167506/7916733)*z^{4}+(867043/2159109)*z^{6}}}}

### 第一類 5 階貝塞爾函數J5(x){\displaystyle J_{5}(x)}
{\displaystyle {\frac {-(107/28416000)*x^{7}+(1/3840)*x^{5}}{1+(151/5550)*x^{2}+(1453/3729600)*x^{4}+(1339/358041600)*x^{6}+(2767/120301977600)*x^{8}}}}

### 误差函数
{\displaystyle {\frac {(2/15)*(49140*x+3570*x^{3}+739*x^{5})}{(165*{\sqrt {\pi }}*x^{4}+1330*{\sqrt {\pi }}*x^{2}+3276*{\sqrt {\pi }})}}{}}

### 菲涅耳積分C(x){\displaystyle C(x)}
{\displaystyle {\frac {(1/135)*(990791*x^{9}*\pi ^{4}-147189744*x^{5}*\pi ^{2}+8714684160*x)}{(1749*\pi ^{4}*x^{8}+523536*\pi ^{2}*x^{4}+64553216)}}}

## Maple计算
Maple中
pade(f(x),x,[m,n]);
其中 m,n 分别表示 分子、分母的级数；